# Karikaturen-Charivari mit Heurathszweck
Karikaturen-Charivari mit Heurathszweck ist ein Posse mit Gesang in drei Akten von Johann Nestroy. Die Uraufführung fand anonym am 1. April 1850 im Wiener Carltheater statt.
Der Titel verweist auf Charivari (vom lateinischen caribaria, Durcheinander), eine Schmuckkette zur Trachtenlederhose, besonders in Bayern beliebt, die mit verschiedenen Anhängern versehen wird. Im 19. Jahrhundert hatte es auch noch die weitere Bedeutung Katzenmusik.

## Inhalt
Adolf Flamm und Marie lieben einander, aber Maries Vormund Muffinger will sein Mündel unbedingt mit seinem Sohn Isidor verheiraten, um sich auch weiterhin den Zugriff auf ihr Vermögen von 150.000 Gulden zu sichern. Der von der Hochzeit mit Marie gar nicht begeisterte Isidor und sein Vater stellen der Köchin Kathi nach. Als deren Gatte Finkl plötzlich auftaucht, muss er sich als Kathis Mutter verkleiden, da eine verheiratete Köchin nicht geduldet würde. Finkl zweifelt an der Treue seiner Gattin während seiner Abwesenheit:
„Wir sind allein, die Mutterpflichten haben ein End', jetzt werden wir über die Rechte des Gatten diskurier'n.“ (Erster Akt, zwölfte Szene)
Dennoch will Finkl in der Hoffnung auf reiche Belohnung Marie und Adolf zueinanderhelfen. Als Karikaturfigur „Barnabas Wühlhuber“ verkleidet tut er so, als würde er Adolf im Duell niederstechen und gibt sich dann Muffinger gegenüber als Geliebter Maries aus. Dieser verschärft aber daraufhin die Bewachung von Marie noch mehr.
Als „tragische Romanheldin“ verkleidet, macht Finkl den nächsten Versuch, den beiden Verliebten ein Stelldichein zu verschaffen. Gleich darauf tritt er als „Kasimir Heulmeyer“, angeblicher Vater der Romanheldin, auf und bringt Muffinger dazu, sein Haus zu verlassen. Der bestochene Hausknecht Kajetan lässt sie alle entkommen, Marie findet Unterschlupf bei Adolfs Tante. Isidor ist darüber hochzufrieden:
„Kann ein zum Heurathen verurteilter auf a schönere Art Pardon kriegen als ich?! Die Braut geht durch – das is die umfassendste Amnestie für einen Kopulations-Gravierten.“ (Zweiter Akt, zwanzigste Szene)
Nun verkleidet sich Finkl als „Waldbauer und Urähndl“ Kathis und nimmt diese mit sich fort. In einem Landgasthaus warten alle darauf, dass Isidor das von Muffinger zurückbehaltenen Testament zu Gunsten Marie bringt. Aber Muffinger hat es seinem Sohn wieder abgenommen, er wird jedoch durch eine List Finkls von den Knechten des Wirtes überwältigt und in den Keller gesperrt. Als „Staats-Hämorrhoidarius“ verkleidet, bringt Finkl Kajetan dazu, seinen Herrn als Räuber zu denunzieren. In seiner Angst rückt Muffinger das Testament von Maries Vater heraus, das seinen Unterschlagungsversuch beweist. Adolf bekommt seine Marie und meint verächtlich über Muffinger:
„Daran erkennen wir den listig-habsüchtigen Vormund!“ (Dritter Akt, achtundzwanzigste Szene)

## Werksgeschichte und zeitgenössische Rezeption
Eine bestimmte Quelle für Nestroys Stück lässt sich nicht feststellen, alle Motive und auch die Grundidee gehörten damals zum traditionellen Repertoire der Posse. 
Der Misserfolg des Werkes war bei der Uraufführung derart eklatant, dass es zu keiner Wiederholung kam, denn das Publikum protestierte lautstark und es gab auch in den Zeitschriften keine einzige Stimme zu Gunsten des Werkes. Auch Hebenstreits Musik wurde als „weniger als mittelmäßig“ (Zitat) bezeichnet.
Sogar die sonst stets Nestroy-freundliche Wiener Theaterzeitung von Adolf Bäuerle reihte es 
„[…] in die Zahl der gänzlich wertlosen, total mißlungenen Possen. […] Gehaltloseres, Unmotivierteres und Unzusammenhängenderes als an diesem Abend wurde dem Publikum wohl seit Dezennien nicht aufgetischt.“
Der Humorist von Moritz Gottlieb Saphir deutete unverblümt Nestroys Autorenschaft an und ätzte:
„Und doch war das Stück ein Skandal zum Ärgern, und doch war dieses elende, sinn- und inhaltsslose, witz- und geistesarme Machwerk, das von einer für die Bühne bereits verloreren Hand aus veralteten Szenen und Intrigen aus der Rumpelkammer aller Stücke zusammengestoppelt ward, ein Hohn für das geköderte Publikum, das aber mit gleicher Münze bezahlte. […] Die von Herrn Nestroy mit vieler Beharrlichkeit vorgetragenen Couplets sind das Schrecklichste, was wir noch je gehört. […] Wenn Nestroy der Schöpfer dieser Posse (?) ist (?), sie hätte nicht mehr Zote sein können.“
Johann Nestroy spielte den Haftelmacher Finkl, Wenzel Scholz den Hausknecht Kajetan, Alois Grois den Kapitalisten Muffinger.
Ein Manuskript von 34 Doppelbogen ohne Titelblatt in Nestroys Bleistift-Handschrift mit Vorzensur-Korrekturen in roter Tinte ist erhalten, ebenso eine Liedertext-Reinschrift und weitere Manuskriptfragmente.

## Spätere Interpretationen
Bei Otto Rommel wird die Aufführung als totaler Durchfall eingestuft, denn es handle sich lediglich um eine „wertlose Verwechslungsposse, in der er [Nestroy] nach einer Sitte der Zeit, gemäß welcher damals Eisele und Beisele häufig auf die Bühne kamen, Karikaturen aus den ‚Fliegenden Blättern‘ (Barnabas Wühlhuber, Heulmeier und den Staatshämorrhoidarius) auftreten läßt“ (Zitat).
Helmut Ahrens vermerkt kurz, dass die vier Premieren des Jahres 1850 im Carltheater, nämlich Sie sollen ihn nicht haben, Karikaturen-Charivari mit Heurathszweck, Alles will den Prophet’n seh’n und Verwickelte Geschichte! einen Durchfall erlitten hätten –  sie alle zusammen wären nur „Komödchen auf Sparflamme“ (Zitat).